# Манин, Людовико
Людовико IV Джованни Манин (итал. Ludovico IV Giovanni Manin [.ma'niŋ]; 14 мая 1725 — 24 октября 1802) — венецианский политик, патриций, 120-й и последний венецианский дож. Управлял Венецией с 9 марта 1789 года до 1797 года, когда был вынужден отречься, в пользу Наполеона Бонапарта.

## Биография

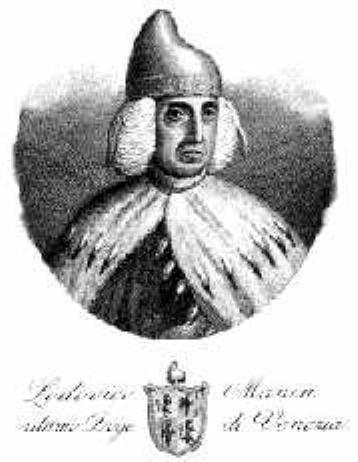

В 1789 году, когда Лодовико Манин принял титул дожа, Венецианская республика уже не была такой же могущественной, как в прежние времена. Тем не менее она всё ещё обладала значительным капиталом и влиянием.
Венеция старалась сохранить нейтралитет в Итальянской кампании Наполеона. Однако захват Венеции французскими войсками был вопросом времени. Два события ускорили её судьбу. Первое из них — уничтожение французской колонии в Вероне, после того как город был захвачен венецианскими крестьянами в апреле 1797 года. Событие получило название «Веронская Пасха». Второе — нападение на французское судно, которое шло в венецианских водах под охраной австрийских военных кораблей. Форт острова Лидо обстрелял корабль и убил его капитана. Именно после этого Наполеон заявил, что станет для Венеции вторым Аттилой. 1 мая Наполеон объявил войну Венеции. Венецианская республика не смогла оказать какого-либо сопротивления. Пытаясь сгладить противоречия, возникшие в обществе под давлением Наполеона, 12 мая 1797 года дож и Большой совет отреклись от власти в пользу буржуазного муниципалитета. 15 мая французские войска вошли в город.
Капитуляция Венеции стала не только полной, но и унизительной. Слова «Мир тебе, Марк, евангелист мой» (лат. «Pax tibi, Marce, Evangelista meus»), начертанные на развороте книги в лапах льва на фасаде собора Святого Марка, были изменены на «Права человека и гражданина». Было составлено раболепное послание Наполеону, в котором его благодарили за свободу Венеции.
С конца 1797 года Венецианская республика перестала существовать, её владения разделили между собой Франция и Австрия. Дож Людовико Манин скончался в Венеции и захоронен в церкви Скальци.

## Семья
Его супругой была Елизавета—племянница 115-го венецианского дожа.